# Väinämöinen

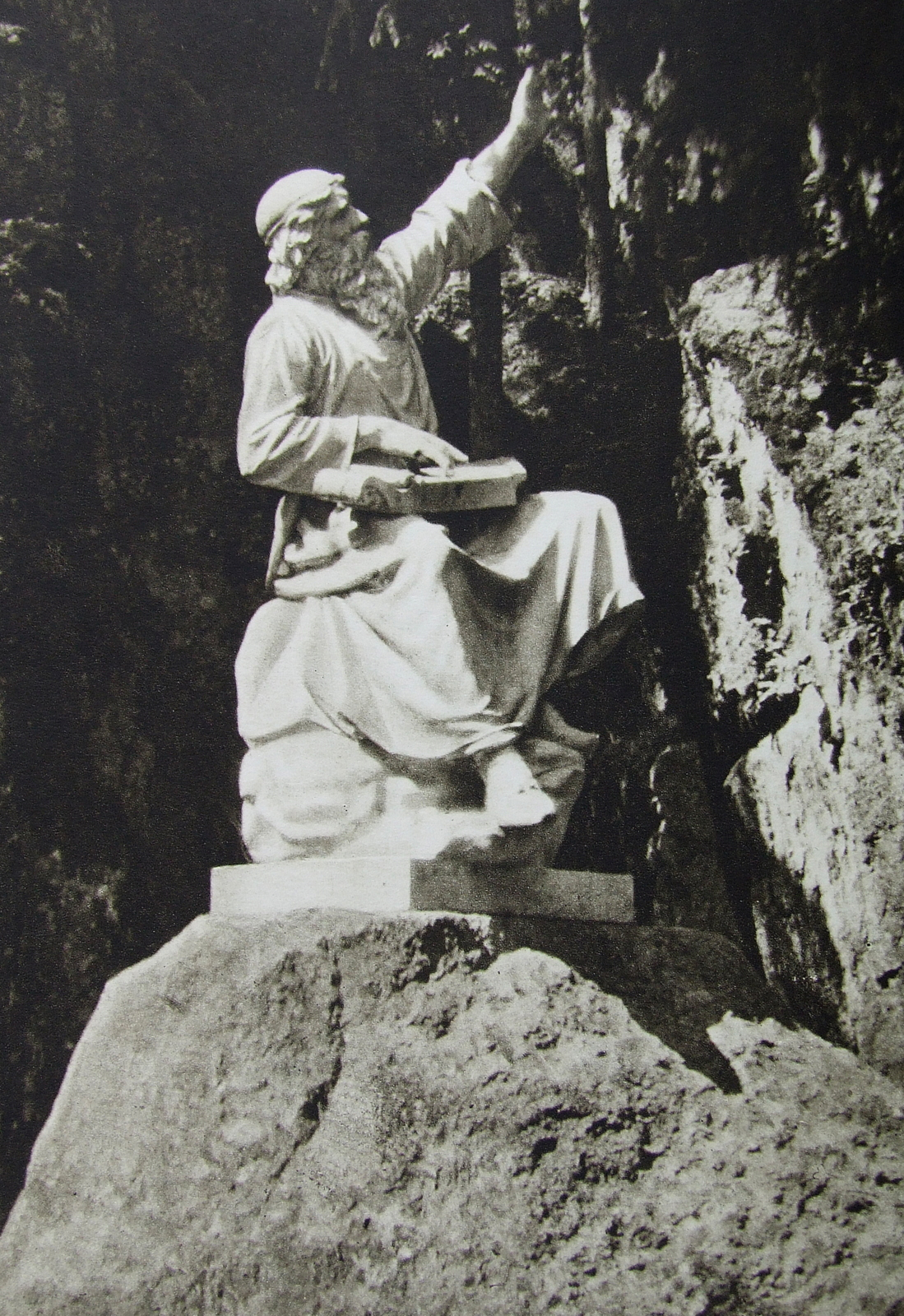
Väinämöinen zingt, dit standbeeld bevond zich in Vyborg voor het werd vernietigd in de Tweede Wereldoorlog

Väinämöinen was een figuur in de Kalevala, het Finse epos, dat vergelijkbaar is met de Edda. Väinämöinen speelt een belangrijke rol in de schepping van de wereld.
Volgens de mythe dobberde de Maker van de wereld op zee rond, toen een vogel eieren op zijn been legde. De maker verlegde zijn been, en drie eieren vielen in het water. Eén ei werd de zon, één de wereld en in het laatste zat Väinämöinen.
Väinämöinen is de god van poëzie, liederen en magie. Hij kan gezien worden als Odin in de Noorse mythologie. Hij is meerdere keren afgebeeld als een oude man met een baard. Tolkien, de schrijver van de Lord of the Rings, zou Väinämöinen gebruikt hebben als inspiratie voor zijn Istari en dan met name Gandalf Grijsmantel.
Anderen zijn van mening dat Tolkiens fictieve personage Tom Bombadil geïnspireerd zou zijn door Väinämöinen. Deze twee vertonen namelijk ook veel overeenkomsten.
Ook Túrin Turambar is gebaseerd op een figuur in de Kalevala, namelijk de antiheld Kullervo. 
In het laatste gedicht van de Kalevala wordt beschreven hoe Väinämöinen na een nederlaag wegvaart in een koperen boot. Hij zou terugkomen als de wereld zijn krachten en liederen weer nodig had. Volgens sommigen zou dit onder andere gelinkt worden aan de wederkomst van Jezus Christus.